# 一宮神社 (新居浜市)
一宮神社（いっくじんじゃ）は、愛媛県新居浜市にある神社である。社名は、新居郡の一宮として崇敬されていたことによる。旧社格は県社。境内のクスノキの社叢は国の天然記念物に指定されている。

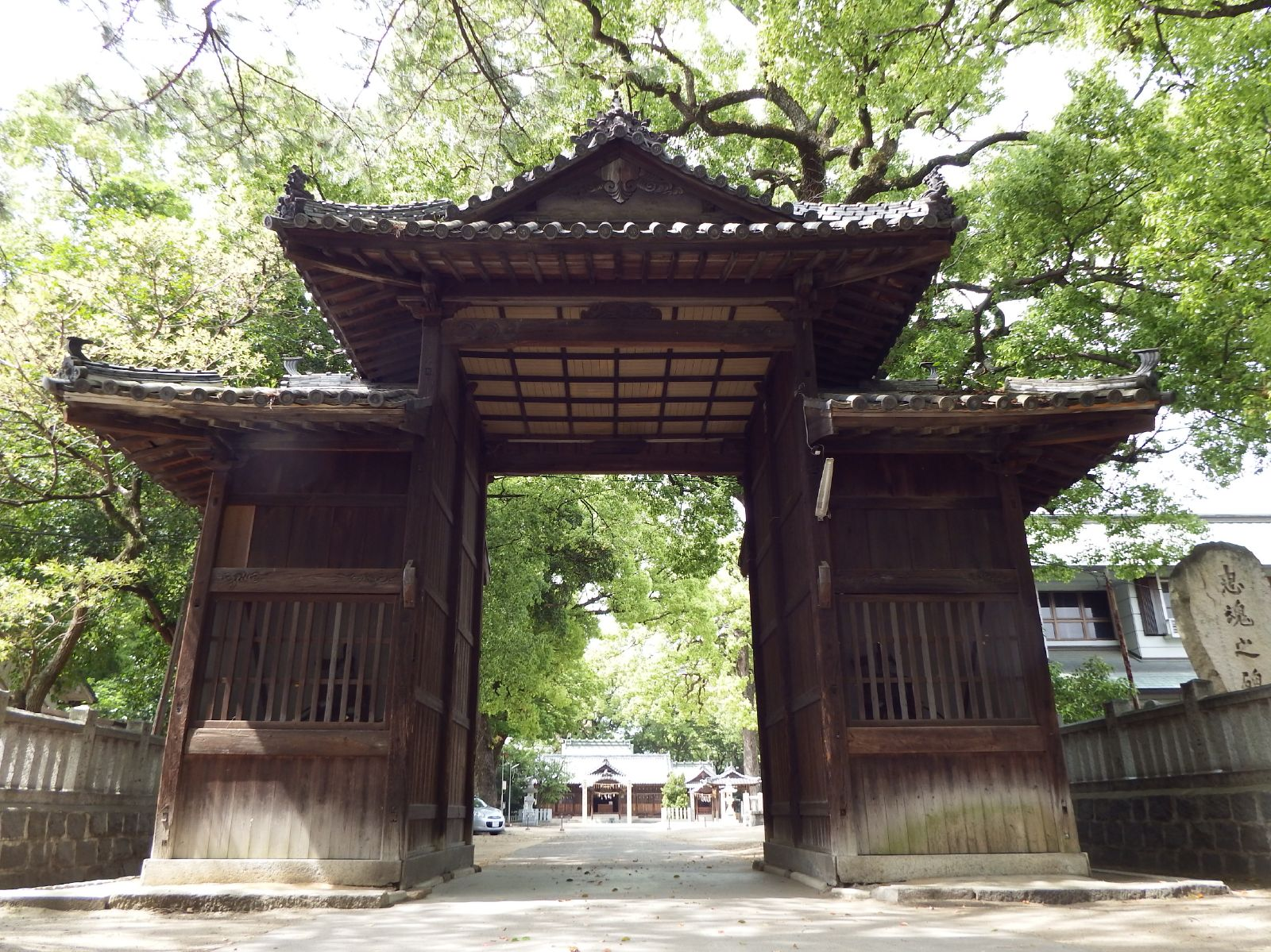
この随神門から太鼓台が入る

## 祭神
大山積神（おおやまつみ）、大雷神（おおいかづち）、高龗神（たかおかみ）を主祭神とし、健御名方神（諏訪神）を配祀する。

## 歴史
創建の年代は不詳であるが、古くより大山積神と祀っていたという。和銅2年（709年）、大三島より大雷神・高龗神を勧請した。嵯峨天皇は自身の養母（賀美能宿禰）の出身地である新居郡とは縁深く、一宮神社は勅願所としての崇敬を受け「神号正一位一宮大明神」の額を賜っている。天正13年（1585年）に起こった天正の陣の際、毛利氏・小早川隆景軍の焼き討ちに遭い消失。その後、毛利氏に不幸が続いたために祟りがおりたと恐れ、元和6年（1620年）に毛利氏により再建された。この際、御分霊を長門国の萩城下に勧請し分社を建て、厚く奉ったという。宝永2年（1705年）、西条藩主松平頼純が現在の社殿を造営し、「西条藩六社」に加えた。
現在の社殿は本殿が宝永2年（1705年）・拝殿が明治30年（1897年）・幣殿が第2次世界大戦後に建造している。2011年に起きた東日本大震災を機に耐強診断の結果、2001年に起きた芸予地震で拝殿の柱が折れているところを発見した。拝殿と幣殿を合わせた拝殿が2017年に新築された。。

## 境内
神社は官庁街と接する市の中心部にあって主要幹線道沿いにあるにもかかわらず、国の天然記念物に指定された大楠などの杜に囲まれて静寂かつ長閑な佇まいであり、日頃から地元住民の憩いの場ともなっている。
- 一の鳥居：第一期は元禄15年、第二期は昭和29年10月
- 参道： 楠の大木が左右に並んでいる。二の鳥居の前は県道で分断されている。
- 二の鳥居
- 随神門： 高さ約5.4ｍの太鼓台が通過し境内に入る。
- 拝殿： 2017年秋新築
- 本殿： 流造。
- 伊與八幡神社： 本殿の右に並ぶ。

摂社の祠を本殿の左より反時計回りに。
- 素鵞神社
- 新居神社： もとは西町にあったものを昭和32年（1957年）に遷座した。
- 金毘羅宮
- 稲荷社
- 楠木神社： 「一番楠」と呼ばれる樹齢1000年ほどと推定される大楠（根回り約15m目通り約9m）の根元にあり、そこに棲み付いていたとされる当社の神使「小女郎狸」を祀っている。

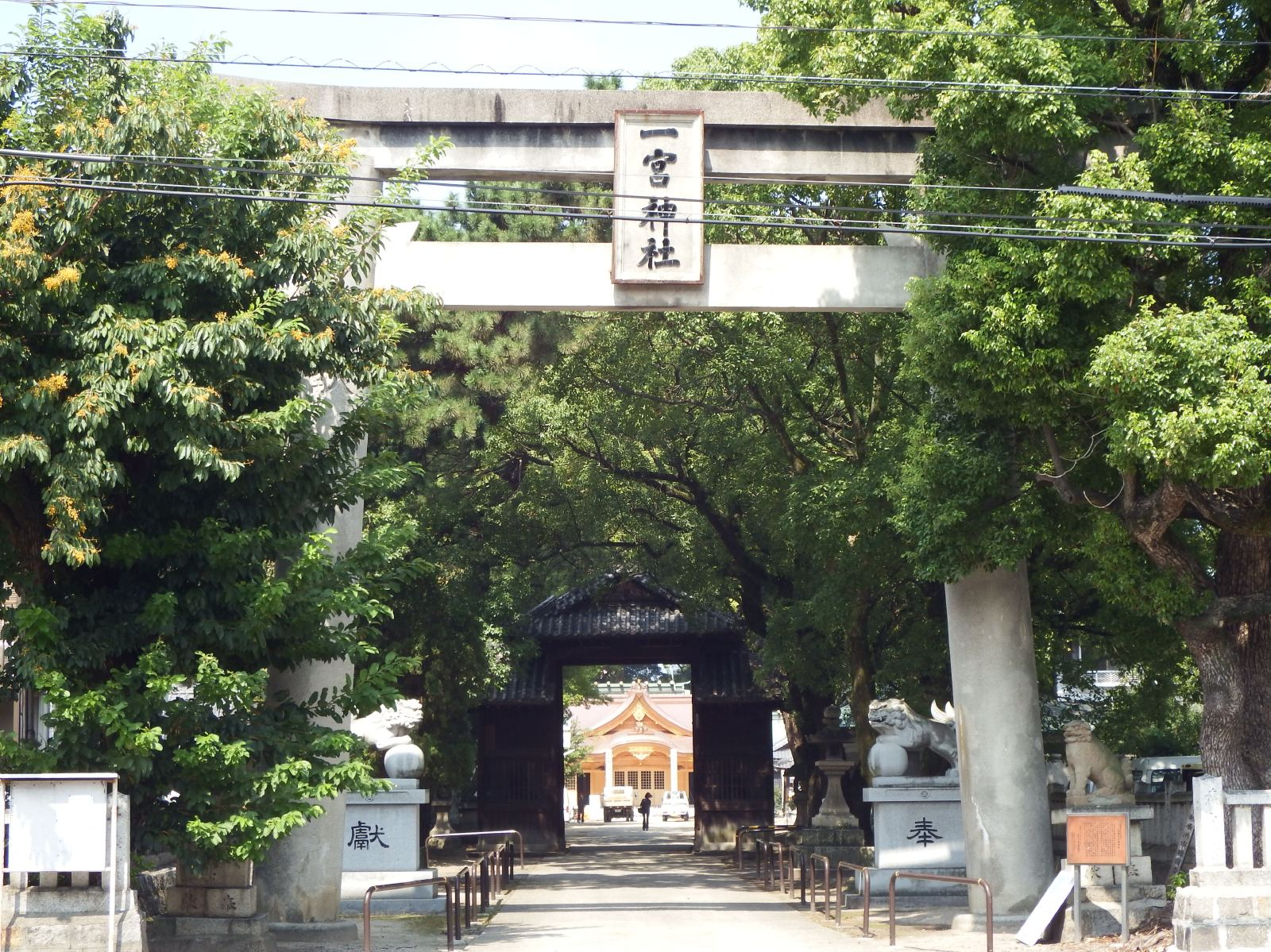
県道から臨む
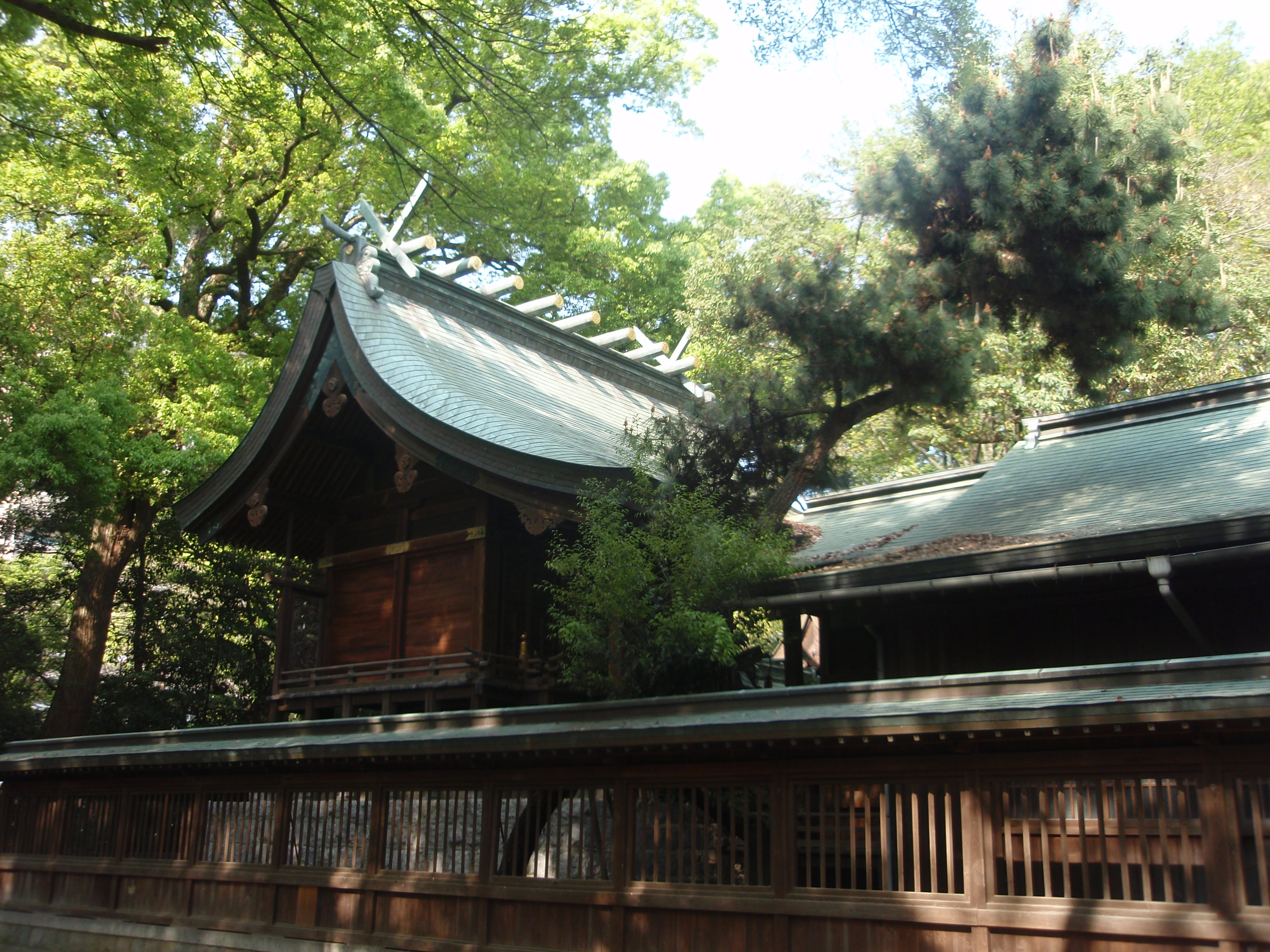
本殿
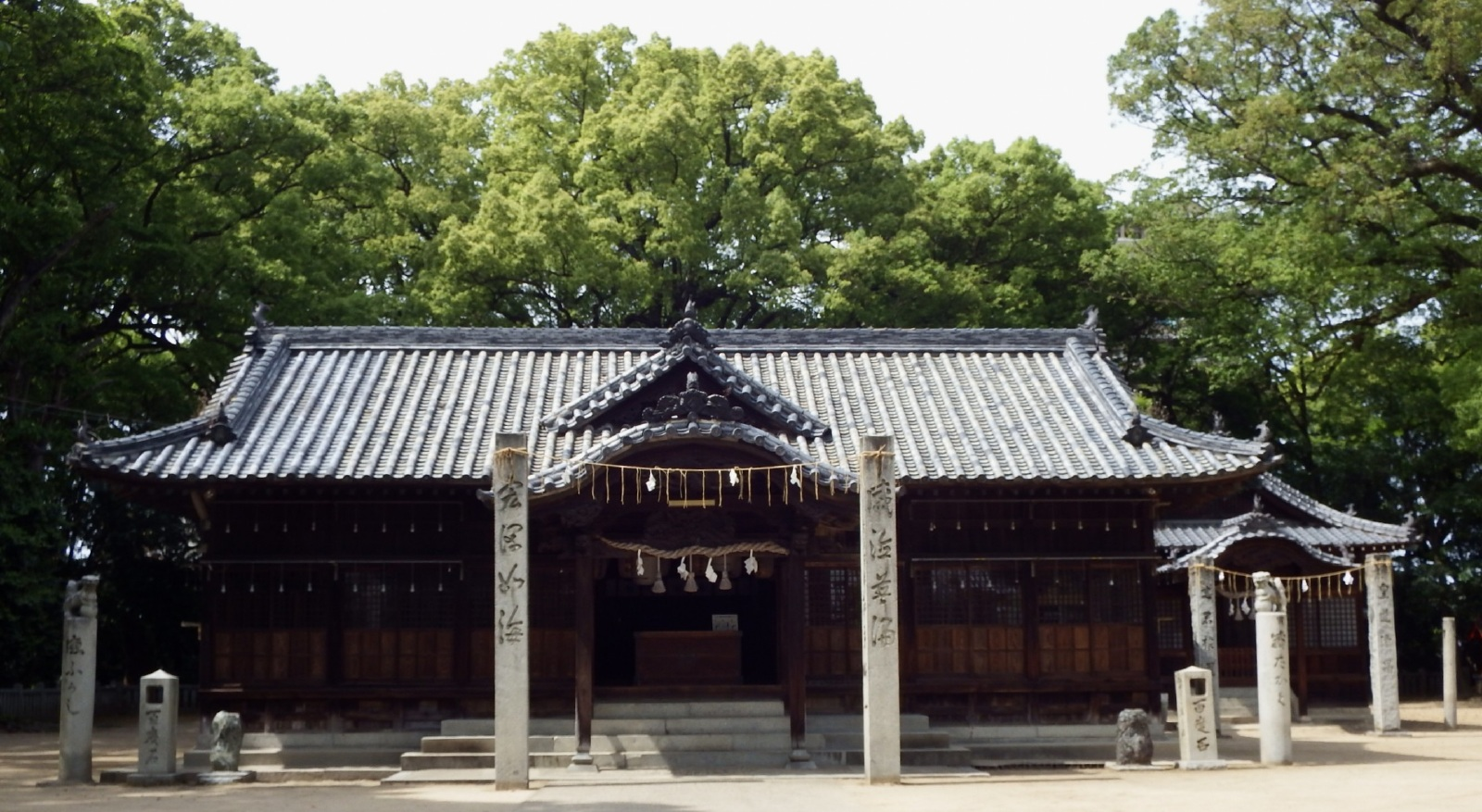
旧拝殿
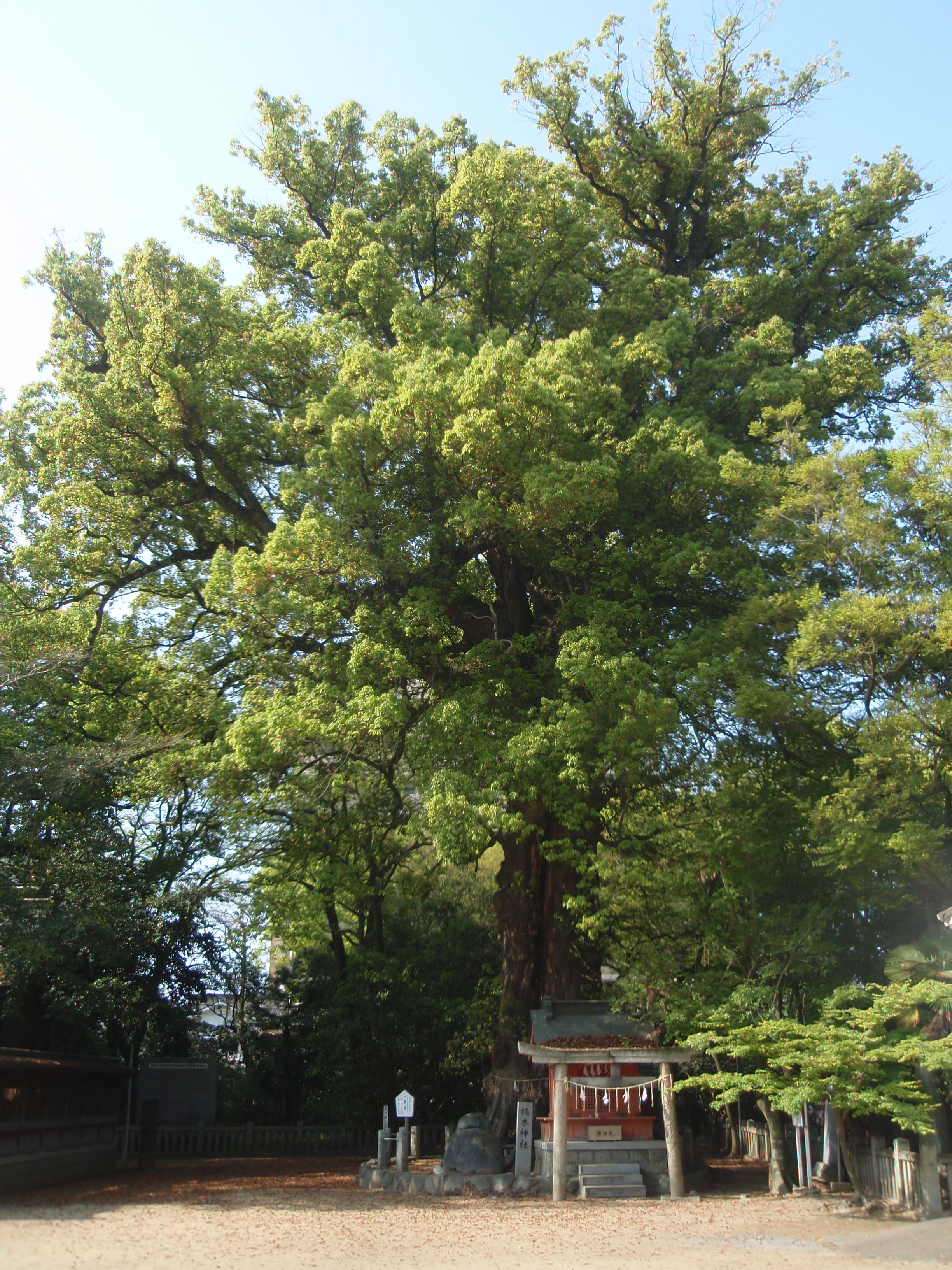
樹齢千年の一番楠

## 神宮寺址
新居浜郵便局の前に上仙菩薩の奥城と顕彰碑がある。ここは戦国時代の天正の陣の際、兵火により廃寺となった上仙が開いた萬願寺の表門付近にあたる。一宮神社の宮司一族の墓所となっており、上仙菩薩之奥城は昭和37年に旧・石土山（笹ヶ峰）の天然石によって祀られた。

## 祭事
毎年秋の新居浜太鼓祭りでは、神社がある川西地区の太鼓台が集合し、宮入・かきくらべを行い、多くの見物客で賑わう。また、隔年で海上安全や豊漁を祈願する舟御幸と呼ばれる海上渡御が行われている。

## 文化財
国の天然記念物
- 新居浜一宮神社のクスノキ群：根回り10m以上16m以内で樹高20mに達するものは15本、根回り1m以上10m以内のものは50数本を数える。1951年（昭和26年）6月9日指定。

## 関連
- 新居郡
- 新居浜市
- 新居浜太鼓祭り
- 上仙菩薩